# Cryptocanthon foveatus
Cryptocanthon foveatus là một loài bọ cánh cứng trong họ Bọ hung (Scarabaeidae).